# 中神駅

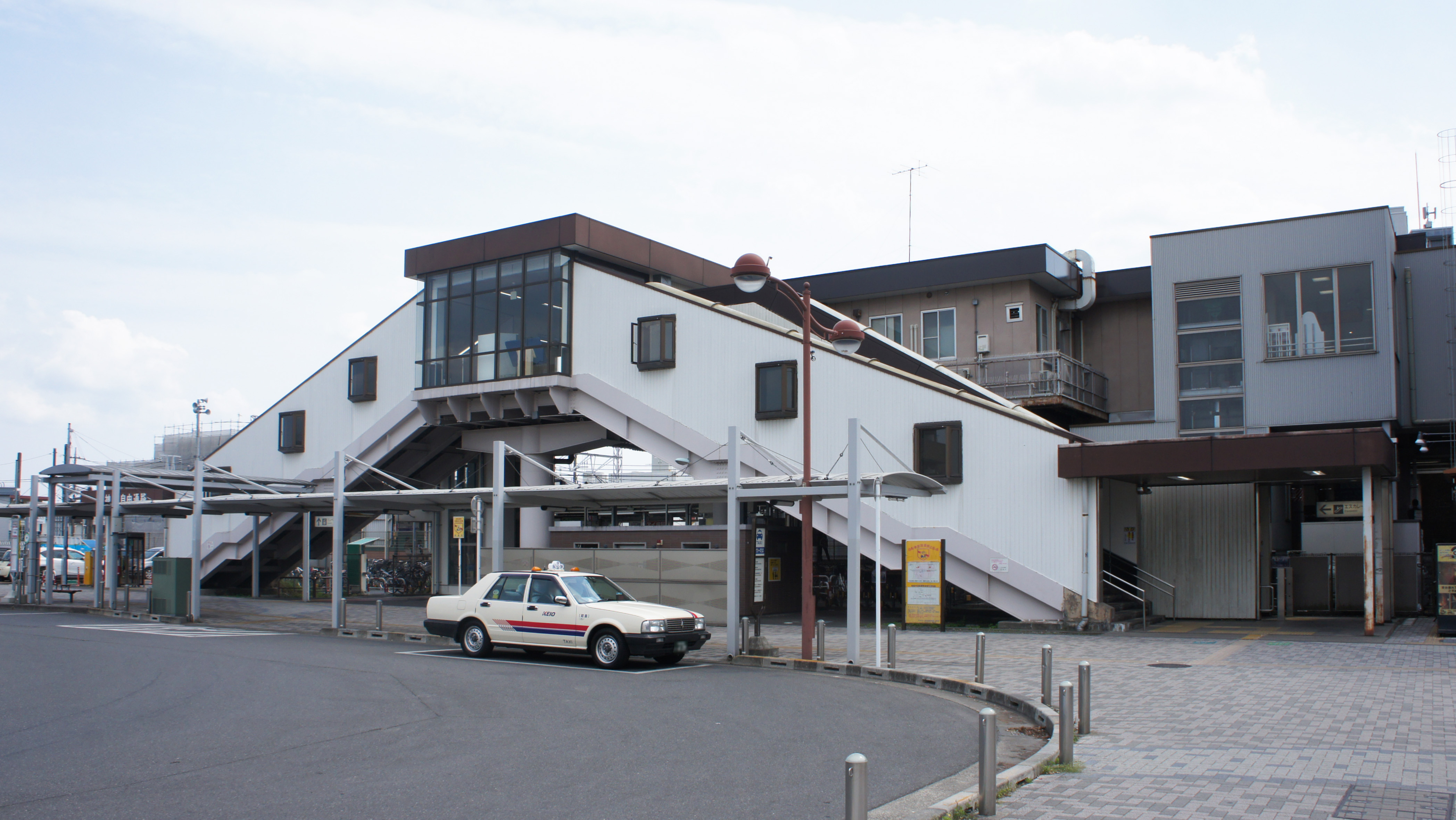
北口（2021年4月）

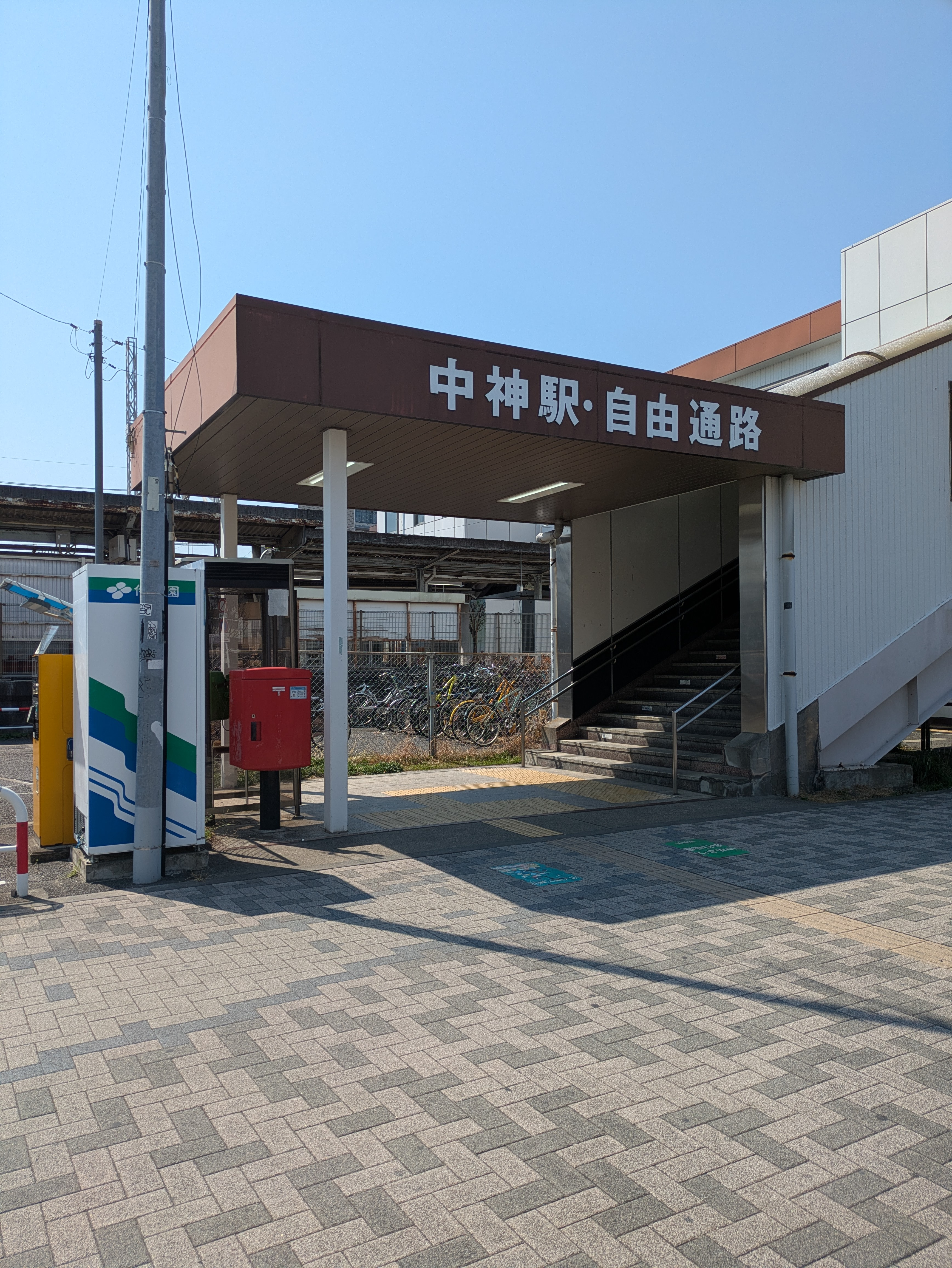
北口自由通路

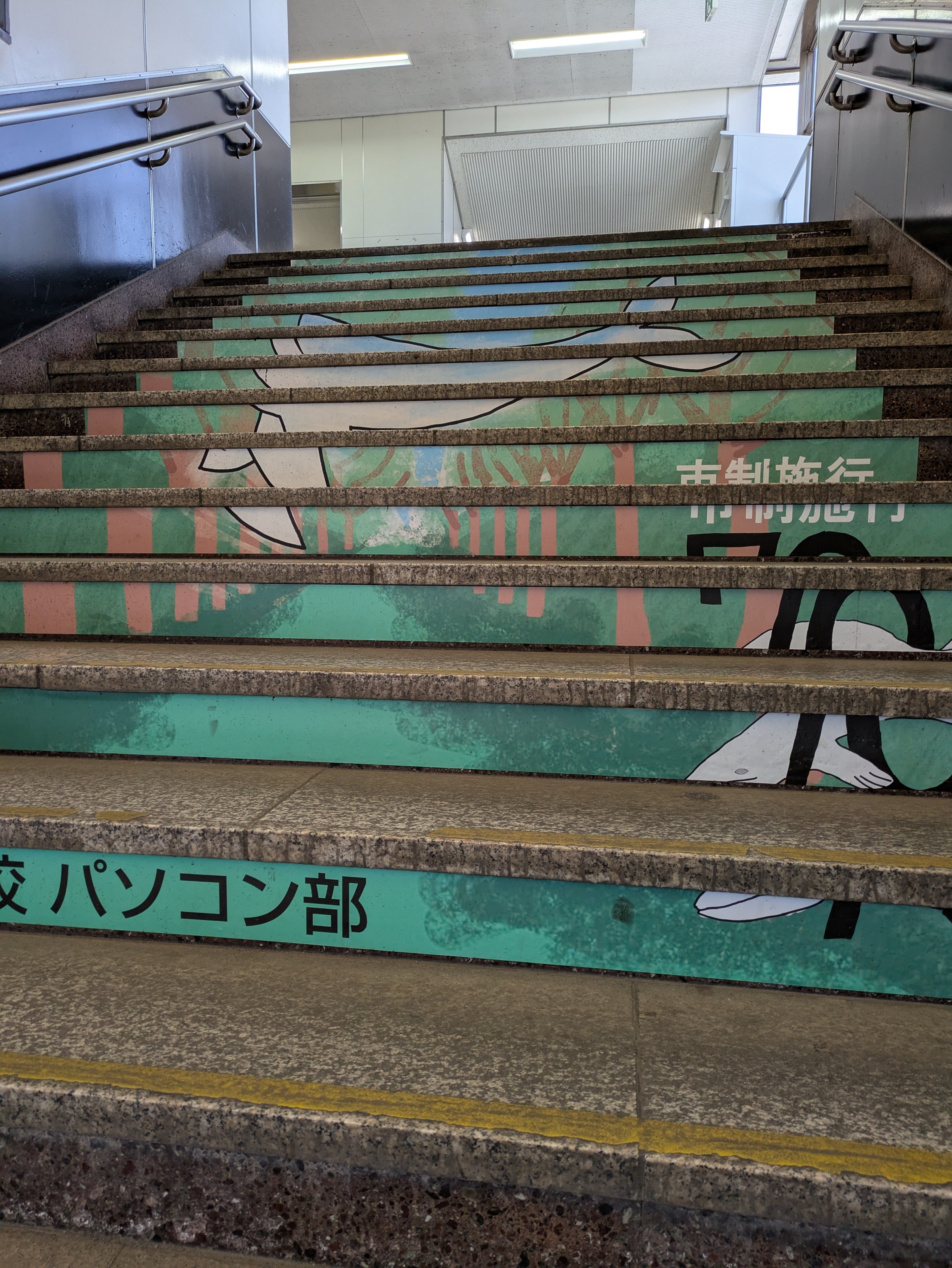
駅構内の階段

中神駅（なかがみえき）は、東京都昭島市朝日町一丁目にある、東日本旅客鉄道（JR東日本）青梅線の駅である。駅番号はJC 53。八王子支社管轄。

## 歴史
青梅鉄道の開業当初立川 - 拝島間に駅はなかった。中神村では1896年（明治29年）駅設置を決議し敷地寄付金を募り98円余りを徴収していた。さらに中神村外八ヶ村組合においても駅設置を決議し1898年（明治31年）に組合村有志は青梅鉄道に対し新駅設置を申請した。こうした村民の強い期待は10年後の1908年（明治41年）に実ることになった。

### 年表
- 1908年（明治41年）
  - 2月7日：青梅鉄道株式会社（後の青梅電気鉄道）、「沿道有志の要望を容れ」中神停車場新設の申請[3]
  - 2月25日：設置の認可[3]
  - 5月16日：営業開始[3]、「一般運輸營業を開始（原文ママ）」
  - 7月19日：開業したと届出[4]。
- 1944年（昭和19年）4月1日：青梅電気鉄道が戦時買収私鉄指定により国有化され、運輸通信省青梅線の駅となる[5]。
- 1971年（昭和46年）2月1日：荷物扱い廃止[5]。
- 1978年（昭和53年）7月1日：貨物取り扱いを廃止[5]。
- 1987年（昭和62年）
  - 4月1日：国鉄分割民営化に伴い、東日本旅客鉄道（JR東日本）の駅となる[5]。
  - 7月1日：昭島市自由通路開通（この時点では駅舎は地平のまま）[注釈 1]。
- 1989年（平成元年）12月26日：橋上駅舎使用開始[注釈 1]。
- 1993年（平成5年）10月7日：東口に自動改札機を設置し、供用開始[6]。
- 2001年（平成13年）11月18日：ICカード「Suica」の利用が可能となる[広報 1]。
- 2005年（平成17年）3月25日：みどりの窓口の営業を終了し、「もしもし券売機Kaeruくん」を設置[7]。
- 2010年（平成22年）8月4日：ミニ駅ビル開業[8]。
- 2012年（平成24年）2月22日：「もしもし券売機Kaeruくん」を廃止、多機能券売機を設置。
- 2014年（平成26年）12月19日：指定席券売機を設置[9]。

## 駅構造
相対式ホーム2面2線を有する地上駅で、橋上駅舎を有している。改札内は各ホームへのエレベーターが設置されているほか、エスカレーターも階段に併設して2人用が各ホーム昭島方に上りのみある。昭島市管理の自由通路は、南口が上部が線路に垂直、下部が線路に平行に南北両方向へ分かれる配置となっており、後から設置されたエスカレーター（東中神方に2人用が上りのみ）2基の乗継踊り場付近と階段にはかなりの高低差がある。北口は一般的な線路に平行に左右に分かれる階段であり、昭島方の階段に2人用の上りエスカレーターが併設されているほか、エレベーターも南北各出口に1基ずつ設置されている。
JR東日本ステーションサービスが業務を受託する業務委託駅である。自動券売機3台（内1台は多機能券売機）・自動改札機・自動精算機が設置されている。初電 - 6:30は無人となるため、乗車券を購入する場合は乗車駅証明書を取って乗車し、着駅で精算しなければならない。かつてはみどりの窓口が設置されていたが、2005年（平成17年）に廃止され、跡地には「もしもし券売機Kaeruくん」が設置されたものの、2012年2月22日をもって営業終了し撤去された。
改札内橋上に売店KIOSKがある。
エレベーターとエスカレーターは、2007年（平成19年）4月に出入口と自由通路を結ぶ施設が、2008年（平成20年）3月にコンコースとホームを結ぶ施設がそれぞれ完成した。1989年（平成元年）12月の橋上化からこれらのバリアフリー設備が整備されるまでの間、車椅子利用者向けに道路からプラットホームへのスロープが設置(設置時期不明）され、入口脇に設置されたインターホンなどでの連絡の上利用することが可能あった。
1978年（昭和53年）6月まで貨物営業も行っていたためその跡地が長らく北口に残っていたが、再開発により姿を消した。

### のりば
| 番線 | 路線             | 方向 | 行先                         | 備考                                                 |
| ---- | ---------------- | ---- | ---------------------------- | ---------------------------------------------------- |
| 1    | 青梅線・五日市線 | 下り | 青梅・奥多摩・武蔵五日市方面 | 拝島駅から 五日市線へ直通 （武蔵五日市方面行の列車） |
| 2    | 青梅線・中央線   | 上り | 立川・新宿・東京方面         | 立川駅から 中央線へ直通 （東京方面行の列車）         |

（出典：JR東日本:駅構内図）
- ホームの有効長は、2階建てグリーン車2両連結した12両編成運転に対応するため、12両編成分ある[10]。

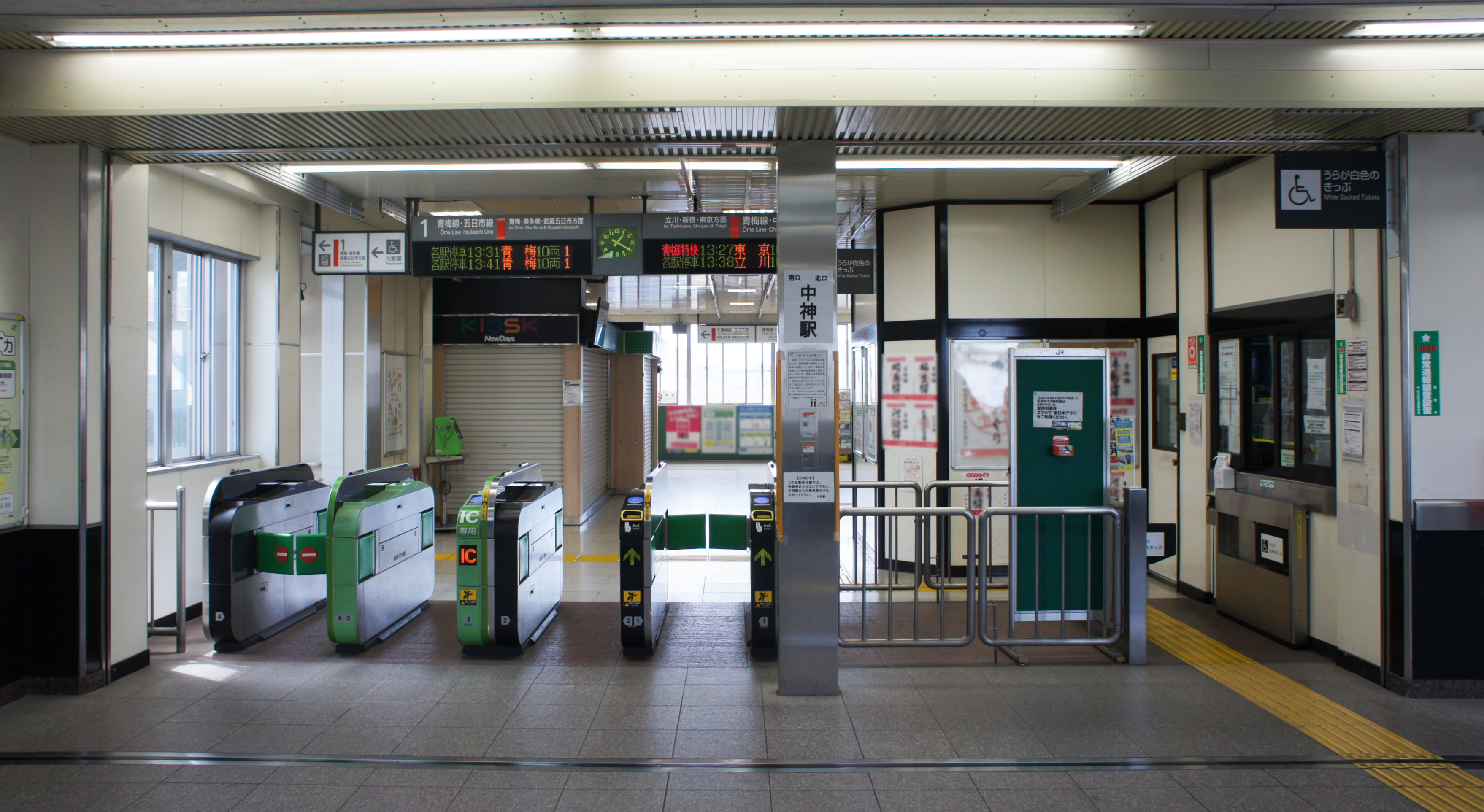
改札口（2021年4月）
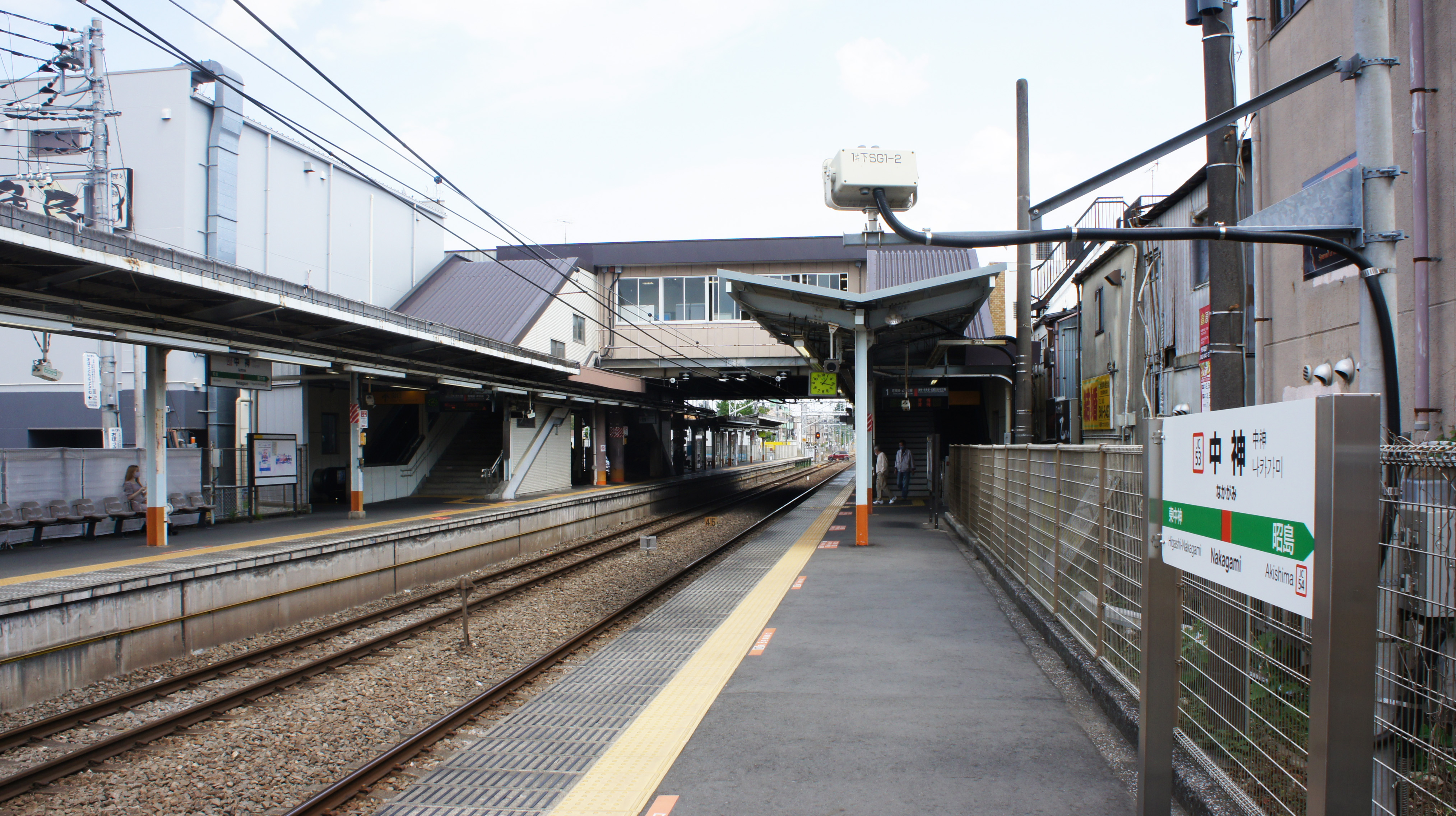
ホーム（2021年4月）

## 利用状況
2023年度（令和5年度）の1日平均乗車人員は11,211人である。
1990年度（平成2年度）以降の1日平均乗車人員の推移は下記の通り。
| 年度               | 1日平均 乗車人員 | 出典     |
| ------------------ | ---------------- | -------- |
| 1990年（平成02年） | 9,362            | [ * 1 ]  |
| 1991年（平成03年） | 9,601            | [ * 2 ]  |
| 1992年（平成04年） | 9,701            | [ * 3 ]  |
| 1993年（平成05年） | 9,477            | [ * 4 ]  |
| 1994年（平成06年） | 9,537            | [ * 5 ]  |
| 1995年（平成07年） | 9,437            | [ * 6 ]  |
| 1996年（平成08年） | 9,312            | [ * 7 ]  |
| 1997年（平成09年） | 9,217            | [ * 8 ]  |
| 1998年（平成10年） | 9,214            | [ * 9 ]  |
| 1999年（平成11年） | 9,161            | [ * 10 ] |
| 2000年（平成12年） | 9,122            | [ * 11 ] |
| 2001年（平成13年） | 9,093            | [ * 12 ] |
| 2002年（平成14年） | 9,276            | [ * 13 ] |
| 2003年（平成15年） | 9,556            | [ * 14 ] |
| 2004年（平成16年） | 9,711            | [ * 15 ] |
| 2005年（平成17年） | 9,822            | [ * 16 ] |
| 2006年（平成18年） | 9,863            | [ * 17 ] |
| 2007年（平成19年） | 10,078           | [ * 18 ] |
| 2008年（平成19年） | 10,151           | [ * 19 ] |
| 2009年（平成21年） | 10,083           | [ * 20 ] |
| 2010年（平成22年） | 10,140           | [ * 21 ] |
| 2011年（平成23年） | 10,233           | [ * 22 ] |
| 2012年（平成24年） | 10,366           | [ * 23 ] |
| 2013年（平成25年） | 10,608           | [ * 24 ] |
| 2014年（平成26年） | 10,571           | [ * 25 ] |
| 2015年（平成27年） | 10,895           | [ * 26 ] |
| 2016年（平成28年） | 11,201           | [ * 27 ] |
| 2017年（平成29年） | 11,373           | [ * 28 ] |
| 2018年（平成30年） | 11,408           | [ * 29 ] |
| 2019年（令和元年） | 11,447           | [ * 30 ] |
| 2020年（令和02年） | 9,105            |          |
| 2021年（令和03年） | 9,756            |          |
| 2022年（令和04年） | 10,603           |          |
| 2023年（令和05年） | 11,211           |          |

## 駅周辺
駅前に商店街、その周りには住宅地域が広がる。
- ミニ駅ビル（北口）
- フランスベッド 東京工場
- いなげや 昭島中神店
- 東京都下水道局多摩川上流水再生センター（多摩川ふれあい水族館） - 南口から南下して新奥多摩街道を右折。下水処理水の水槽内にイワナ、ヤマメ、アユ、ハヤ、フナといった川魚が泳ぐ、世界でも珍しい水族館である。
- 東京都道59号八王子武蔵村山線

## バス路線
バスロータリーは北口側にのみ存在する。

### 中神駅北口
番号無し
- 中01：西武立川駅南口
- 中02：昭島駅南口（西武立川駅南口経由）
- Aバス北ルート：昭島駅南口（保健福祉センター経由）
- Aバス北ルート：中神駅北口（昭島病院経由）
- Aバス北ルート：中神駅北口（昭島病院・うしお病院経由）

Aバス以外は平日のみ運行する。

### 中神駅
駅南口から徒歩約5分ほど南下した江戸街道上にAバスの停留所が存在する。
東方向
- Aバス東ルート：昭島団地・東中神駅方面

西方向
- Aバス東ルート：昭島駅南口（保健福祉センター経由）

## 隣の駅
東日本旅客鉄道（JR東日本）
 青梅線
■特別快速「ホリデー快速おくたま」（土休日のみ）
通過
■通勤特快（平日上りのみ）・■青梅特快・■通勤快速（平日下りのみ）・■快速・■各駅停車（以上はいずれも青梅線内は各駅に停車）
東中神駅 (JC 52) - 中神駅 (JC 53) - 昭島駅 (JC 54)

### 記事本文